# Vivien Spitz
Vivien Spitz (ur. 1924, zm. 1 kwietnia 2014) – amerykańska dziennikarka.
W latach 1946–1948 była reporterką na procesach wojennych przeprowadzonych w Norymberdze.
W 2000 otrzymała nagrodę Humanitarian Award, ustanowioną przez Krajowe Stowarzyszenie Reporterów Sądowych (National Court Reporters Association), jest także laureatką wielu innych nagród pokojowych. Vivien Spitz jest członkinią University of Denver Holocaust Awareness Institute’s Speakers Bureau. 9 marca 2006 została włączona do grona kobiet zasłużonych dla stanu Kolorado (Colorado Women's Hall of Fame).
Jest autorką książki Doctors from hell (wydanie polskie – Doktorzy z piekła rodem, wydawnictwo Replika 2009).